# أديلار جوزيف باوتشر
أديلار جوزيف باوتشر هو عازف بيانو وملحن كندي، ولد في 28 يونيو 1835، وتوفي في 16 نوفمبر 1912.